# Глоксиния
Глоксиния (лат. Gloxinia) — род растений семейства Геснериевые (Gesneriaceae). Назван в честь немецкого или эльзасского ботаника и врача Беньямина Петера Глоксина (1765—1794).

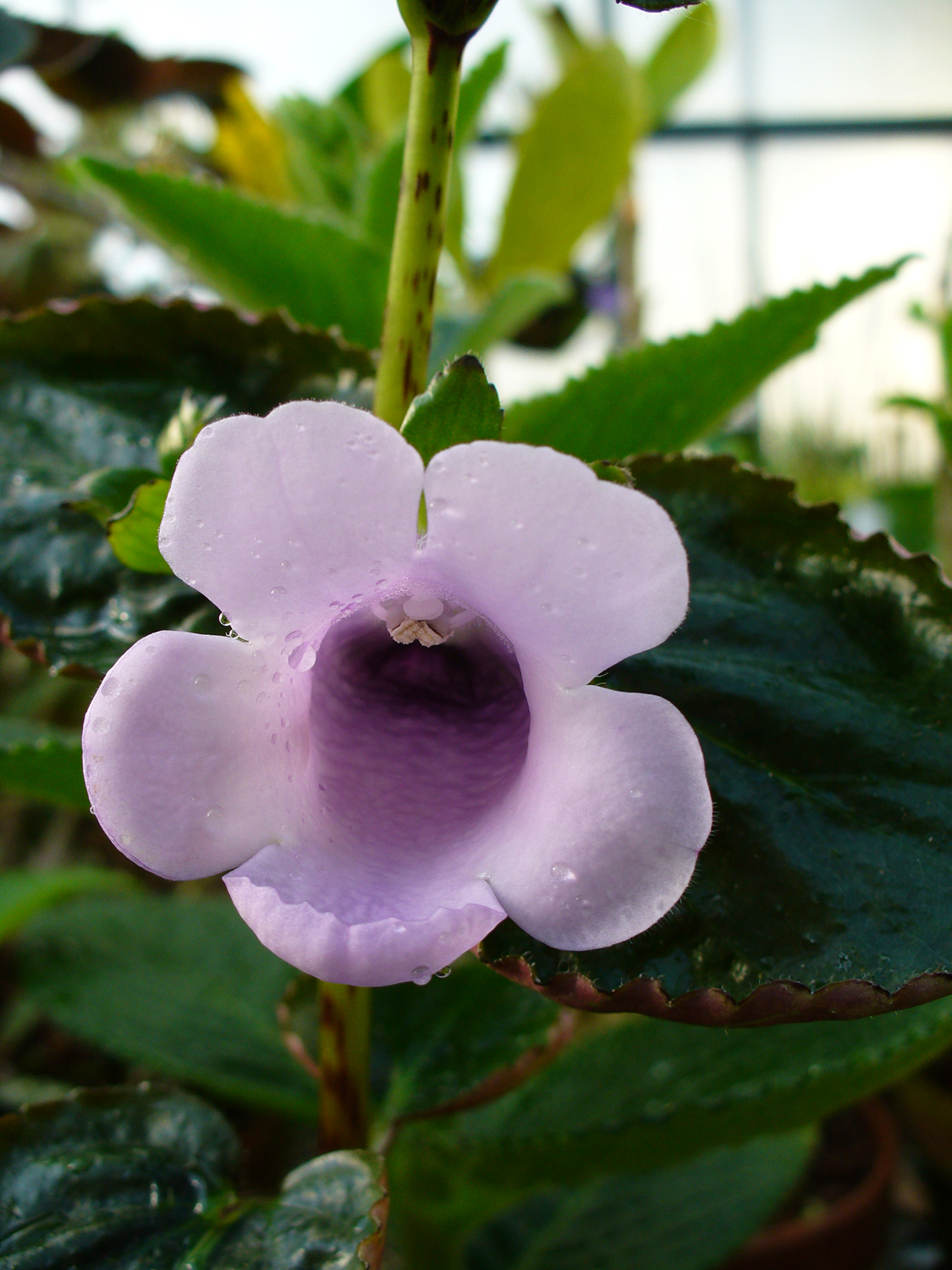
Gloxinia perennis

## Биологическое описание
Виды рода Глоксиния — это тропические многолетние травы и полукустарники.
Как правило, растения клубневые. Корневища чешуйчатые.
Стебель прямостоячий. Листья у растений супротивные, редко тройчатые. Стебель и листья почти голые или волосистые.
Цветки у растений одиночные, выходящие из пазух, яркие, крупные, бархатистые, колоколообразные. Венчик трубчатый, бывает белого, розового, фиолетового или коричневатого цвета. Тычинок 4, нектарник кольцевой или отсутствует. Семена многочисленные, мелкие.

## Распространение
Представители рода Глоксиния распространены в Америке (от Мексики до Бразилии).
В Южной Америке встречаются в первую очередь в Андах.

## Экология
Виды рода Глоксиния — это наземные растения, произрастающие в малых или больших колониях на скалах, на берегах рек, или в тенистых сырых местах в лесу. В зимний период растения находятся в состоянии покоя.

## Ботаническая классификация
По информации базы данных The Plant List (2013), род включает 4 вида
:
- Gloxinia erinoides (DC.) Roalson & Boggan, 2005
- Gloxinia perennis (L.) Fritsch, 1894
- Gloxinia xanthophylla (Poepp.) Roalson & Boggan, 2005
- Gloxinia ×donkelaariana (Lem.) H.E.Moore, 1954

## Использование в культуре

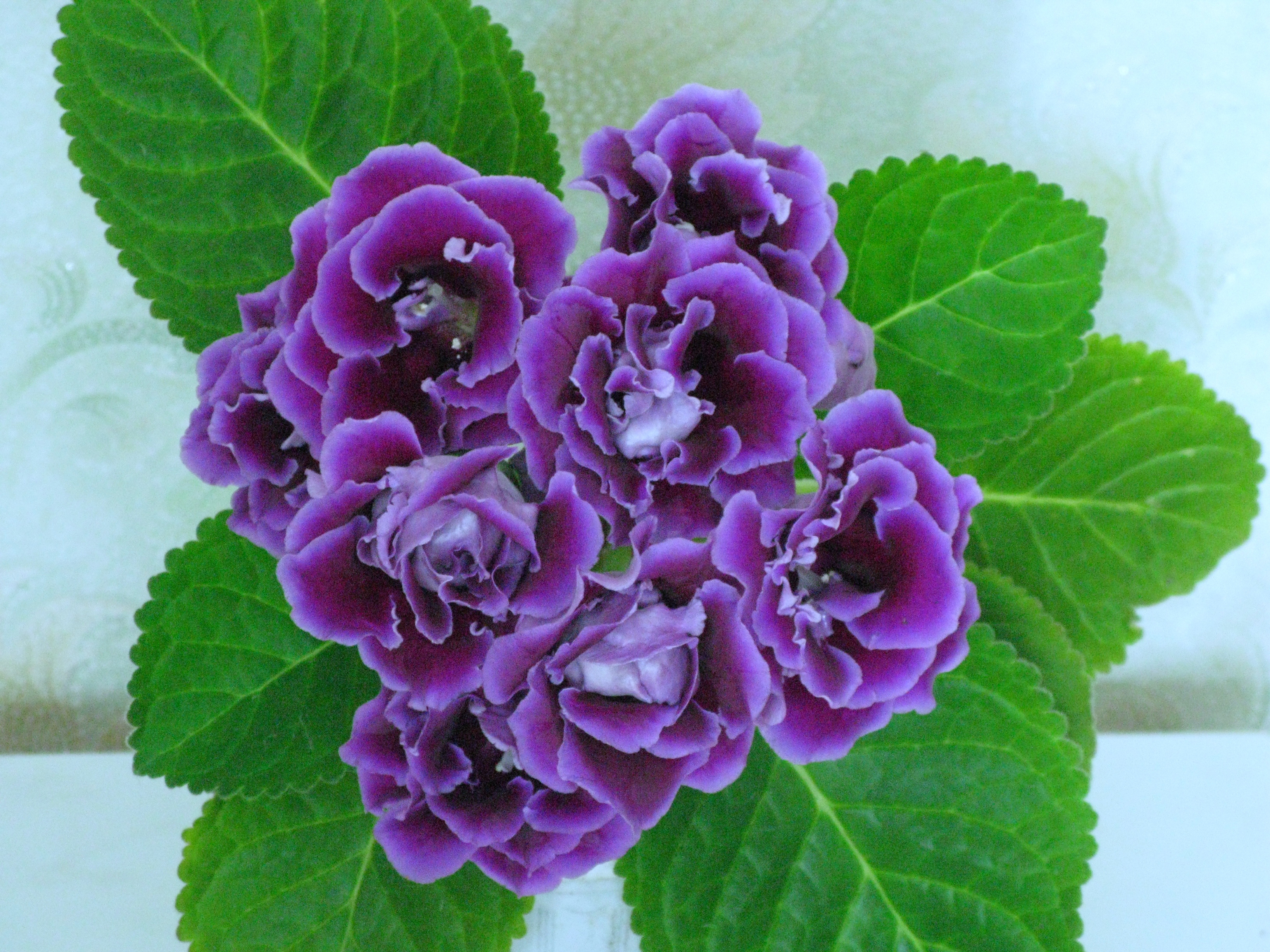

Растения рода Глоксиния выращиваются как комнатные. Иногда они выращиваются в оранжереях. Вид Gloxinia perennis широко культивируется и натурализован за пределами Анд.